# Giro d'Italia de 1952
Giro d'Italia de 1952 foi a trigésima quinta edição da prova ciclística Giro d'Italia (Corsa Rosa), realizada entre os dias 17 de maio e 1º de junho de 1952.
A competição foi realizada em 20 etapas com um total de 3.964 km.
O vencedor foi o ciclista italiano Fausto Coppi. Largaram 112 competidores, cruzaram a linha de chegada 91 corredores.